# Sombr
Sombr, pseudonimo di Shane Michael Boose (New York, 5 luglio 2005), è un cantante, paroliere e produttore discografico statunitense.

## Biografia
Boose crebbe nel quartiere del Lower East Side. Frequentò la LaGuardia High School come studente di canto, ma abbandonò gli studi durante il terzo anno dopo aver pubblicato il brano Caroline nel giugno 2022. Attualmente risiede a Los Angeles.

## Carriera
Boose avviò la propria carriera musicale con la pubblicazione del singolo di debutto Nothing Left to Say nell'ottobre 2021. Nel settembre 2023 seguì l'EP d'esordio In Another Life, prodotto in collaborazione con Tony Berg.
Nel marzo 2025, i brani Back to Friends e Undressed acquisirono popolarità dopo essere diventati virali sulla piattaforma di video sharing cinese TikTok, determinando un significativo incremento di streaming on demand e l'ingresso in varie classifiche internazionali. Negli Stati Uniti, i singoli raggiunsero rispettivamente la posizione 32 e 25 della Billboard Hot 100, ed entrarono anche nella Billboard Global 200, posizionandosi entrambi nella top 20. Undressed raggiunse inoltre la vetta della Irish Singles Chart e si piazzò tra le prime cinque posizioni in Australia, Nuova Zelanda e Regno Unito. Anche Back to Friends entrò nella top five delle classifiche australiane, irlandesi e neozelandesi.
Il 28 marzo 2025, Sombr superò i 10 milioni di ascoltatori mensili attivi su Spotify. Meno di un mese dopo, il 21 aprile, la cifra raggiunse oltre 20 milioni di utenti. Back to Friends divenne il suo primo brano a superare i 100 milioni di stream sulla piattaforma, raggiungendo questo traguardo il 19 aprile 2025. Tre giorni dopo, anche il singolo del 2023 Would've Been You superò la soglia delle 100 milioni di riproduzioni. Il 13 maggio 2025, Undressed divenne la sua terza canzone a raggiungere lo stesso traguardo.
Ad aprile Sombr annunciò il suo primo tour da solista, che tocca l'America del Nord, l'Europa, l'Australia e la Nuova Zelanda. La prima parte del tour iniziò il 25 maggio a Dublino, coprendo le tappe nordamericane ed europee, per concludersi il 28 ottobre a Los Angeles. La seconda parte proseguirà con le date australiane e neozelandesi, a partire dal 2 dicembre ad Auckland fino al 14 dicembre a Gold Coast.
Nel maggio 2025 Sombr è stato inserito da Billboard nella sua lista annuale 21 Under 21. Il 20 maggio 2025 ha debuttato in televisione a The Tonight Show, esibendosi con Back to Friends. Il 3 giugno 2025 è apparso al Live Lounge di BBC Radio 1, dove ha eseguito Undressed e una cover di Ribs di Lorde. Il 17 giugno 2025 ha annunciato l'uscita del singolo We Never Dated.
Nel luglio 2025 raggiunge la prima posizione nelle US e Global Spotify Daily Charts con Back to Friends. La canzone ha raggiunto la cima anche nella Global Weekly Chart nella settimana del 10 luglio. Il 25 luglio rilascia il singolo 12 to 12, nel cui video musicale appare Addison Rae. Entrambi i singoli hanno ottenuto un discreto successo commerciale, raggiungendo la top 20 in Irlanda e il Regno Unito, e entrando nella Billboard Global 200. 
In seguito, annuncia il The Late Nights and Young Romance Tour con 21 date europee a partire da febbraio 2026, con una data all'Alcatraz di Milano.

## Discografia

### Album
- 2025 - I Barely Know Her

### EP
- 2023 – In Another Life

### Singoli
- 2021 – Nothing Left to Say
- 2022 – Fine
- 2022 – Throught It All
- 2022 – Caroline
- 2022 – Willow
- 2023 – Weak
- 2023 – Alibi
- 2023 – Never Find You
- 2023 – Silhoutte
- 2023 – My House Is Warm
- 2023 – Would've Been You
- 2023 – I Don't Know You Anymore
- 2024 – In Your Arms
- 2024 – I'll Remember Tonight
- 2024 – Savior
- 2024 – Perfume
- 2024 – Do I Ever Cross Your Mind
- 2024 – Makes Me Want You
- 2024 – Back to Friends
- 2025 – All I Ever Asked (con Rachel Chinouriri)
- 2025 – Undressed
- 2025 – We Never Dated
- 2025 - 12 to 12

## Tournée

### Artista principale
- 2025/2026 - The Late Nights & Young Romance Tour

### Artista d'apertura
- Second Wind Tour di Daniel Seavey (2025)
- Aftercare World Tour di Nessa Barrett (2025)